# Liste der Meister und Großmeister der Kreuzherren mit dem Roten Stern

Ordenssymbol der Kreuzherren mit dem Roten Stern

Dieser Artikel listet chronologisch die Generalsuperioren auf, die im Ritterorden Kreuzherren mit dem Roten Stern Großmeister genannt werden.

## Meister
- Albert (1237–1248)
- Konrad der Schwabe (1248–1260)
- Merbot von Ratibor (1260–1276)
- Otto der Sachse (1276–1282)
- Eckhard (1282–1296)
- Friedrich I. (1296–1313)
- Rüdiger (1313–1324)
- Ulrich (1324–1351)
- Heinrich (1351–1352)

## Großmeister
- Leo (1352–1363)
- Friedrich II. (1363–1380)
- Zdeněk (1380–1407)
- Johann von Zdenice (1407–1419)
- Nikolaus I. Čápský (1419–1426), abgesetzt
- Johann Čápský (1426)
- Václav Holub von Skorkov (1426–1428)
- Erasmus (1428–1454)
- Andreas Pesmet (1454–1460)
- Jan Hulec (1460)
- Nikolaus Puchner (1460–1490)
- Matthias von Třebsko (von Střebsko) (1490–1511)
- Václav von Hradešín (1511–1552)
- Anton Brus (1552–1580)
- von 1592 bis 1668 übte das Amt des Großmeisters automatisch der jeweilige Prager Erzbischof aus, siehe Liste der Erzbischöfe von Prag
- Johann Friedrich von Waldstein (1668–1694), zugleich 2. Bischof von Königgrätz von 1668 bis 1675 und 16. Erzbischof von Prag von 1675 bis 1694
- Georg Ignaz Pospíchal (1694–1699)
- Johann Franz Franchimont von Frankenfeld (1699–1707)
- Martin Konstantin Beinlich (1707–1721)
- Franz Matthias Böhmb (1722–1750)
- Julius Franz Waha (1750–1754)
- Anton Jakob Suchánek (1755–1795)
- Ignaz Blasius Zeidler (1795–1809)
- Franz Christian Pittroff (1810–1814)
- Josef Anton Köhler (1815–1839)
- Jakob Beer (1840–1866)
- Johann Jestrzabek (1866–1878)
- Emmanuel Johann Schöbel (1879–1882), resigniert, von 1882 bis 1909 14. Bischof von Leitmeritz
- Franz Huspeka (1882–1891)
- Václav Horák (1891–1902)
- Frantz Xaver Marat (1902–1915)
- Josef Vlasák (1915–1958)
- 1958–1988 Interregnum: aufgrund des Drucks, den das kommunistische Regime auf die Ordensmitglieder ausübte, war es in dieser Zeit nicht möglich, einen Großmeister zu wählen
- Ladislav Sirový (1988–1992) (bis Ende 1989 geheim)
  - František Lobkowicz, OPraem, (1992–2001), Apostolischer Delegat, 1996 – 2022 Bischof von Ostrau-Troppau
- Jiří Kopejsko (2001–2007)
  - Jaroslav Škarvada (2004–2010), Apostolischer Delegat
- Josef Šedivý (seit 2011)